# Звейнек, Генрих Петрович
Генрих Петрович Звейнек (латыш. Indriķis Zvejnieks или Heinrihs Zvejnieks, 7 декабря 1897 — 12 апреля 1919, Луганск) — комиссар 1-й Инзенской революционной дивизии (впоследствии Сивашско-Штеттинская дивизия).

## Биография
Родился в 13:30 7 декабря (25 ноября по старому стилю) в семье латышского батрака-лесоруба на хуторе Яунмендауг (на ранних картах, латыш. Jaunmendaugas, на более поздних — Яунмандаугас, латыш. Jaunmandaugas) Лубанской волости, Венденского уезда, Лифляндской губернии. Отец: Петер Юлиус Звейнеек (латыш. Peter Julius Sweineek, в современной орфографии Pēteris Jūliuss Zvejnieks). Мать: Зузанна, урождённая Грузит (латыш. Susanne Gruhsiht, в современной орфографии: Zuzanne Grūzīte). В церковной книге записан как Хейнрих Звейнеек (латыш. Heinrich Sweineek, в современной орфографии Heinrihs Zvejnieks). Крещён 23 (11 по старому стилю) января 1898 года в Лубанской лютеранской церкви приходским пастором. Латыш. Вскоре после рождения семья переехала жить на хутор Арасбиржи (латыш. Ārasbirži, не сохранился), который располагался на территории современной волости Лиго (латыш. Līgo pagasts) края Гулбенес (латыш. Gulbenes novads).
Окончил с отличием Лубанское городское училище, после чего поступил в реальное училище в Цесисе. Здесь стал заниматься революционной деятельностью. В 1916 году вступил в партию большевиков.
После Февральской революции был избран членом Цесисского Совета рабочих депутатов. В августе 1917, после сдачи генералом Корниловым немцам Риги уехал в Москву.
В октябре 1917 года участвовал в октябрьских боях в Москве против юнкеров.
После победы в Москве становится лидером московского латышского союза молодежи «III Интернационал», членом редколлегии журнала «Борьба молодёжи», членом исполкома московских объединённых латышских секций РКП(б).
Отправился добровольцем на Восточный фронт на борьбу с восставшими чехословаками. Назначается комиссаром дивизии по обороне станции Инза, которая первоначально получила название Инзенская революционная дивизия.
В конце 1918 года Инзенскую дивизию перебросили на Южный фронт. 12 апреля 1919 года в 18:25 погиб в боях с войсками ВСЮР за Луганск на холме «Острая могила». По официальной версии, был убит пулемётной очередью при контратаке. По данным начальника разведки дивизии Казимира Эдуардовича Клочко, убит попавшим в сердце осколком от разрыва шрапнельного снаряда во время рекогносцировки местности, которую на мотоцикле проводили начдив Ян Лацис, комиссар Генрих Звейнек и Казимир Клочко.
По личному указанию В. И. Ленина гроб с телом Звейнека специальным поездом был доставлен в Москву. Похоронен у Кремлёвской стены.

## Награды
- Почётное революционное оружие — за взятие Бугуруслана.

## Память
- Был отдельный стенд в Цесисском историческом и художественном музее Латвийской ССР.
- В Луганске названа в его честь улица Звейнека.
- В 1978 г. в Луганске установлен бюст на прямоугольном постаменте. Звейнек изображён в гимнастёрке, на голове — фуражка. Бюст — тонированный бетон, окованный медью. Постамент — гранит. Скульпторы — В. Х. Федченко, В. П. Поляков.
- В 1987 году о Звейнеке на Свердловской киностудии снят фильм «Подданные революции». Генрих Звейниекс выведен в фильме в образе Генриха Звиедриса (актёр Андис Стродс), однако начдив Лацис (актёр Гинтс Озолиньш) и начштаба Максимов (актёр Виктор Ющенко) показаны под своими фамилиями.
- Имя увековечено на памятных плитах памятника землякам, погибшим за советскую власть, в посёлке Лиго (латыш. Līgo), ныне волости Лиго (латыш. Līgo pagasts) края Гулбенес (латыш. Gulbenes novads).